# Arenipiscis
Arenipiscis is een geslacht van uitgestorven buchanosteïde arthrodire placodermen. De fossielen zijn gevonden in zeelagen uit het Emsien van New South Wales, Australië. 
De typesoort Arenipiscis westolli werd in 1981 benoemd door Charles Gavin Young. De geslachtsnaam, die 'zandvis' betekent van het Latijn (h)arena en piscis, verwijst naar hoe de huidoppervlakken van het pantser een patroon van kleine bultjes hebben, waardoor een korrelige textuur ontstaat. De soortaanduiding eert Thomas Stanley Westoll. Het holotype is ANU 35616, een stuk schedeldak.